# Arnold Orville Beckman
Pour les articles homonymes, voir Orville et Beckman.
Arnold Orville Beckman  (né le 10 avril 1900 à Cullom dans l'Illinois, décédé le 18 mai 2004 à La Jolla (Californie))  est un chimiste, industriel et philanthrope américain. Enseignant au California Institute of Technology, il inventa le pH-mètre en 1934 et créa la société Beckman Instruments pour distribuer commercialement son invention, considérée comme « ayant révolutionné l'étude de la chimie et de la biologie. » Il a mis au point le spectrophotomètre à ultraviolet ; il a subventionné la première société de fabrication de transistors, et contribué par là à la naissance de la Silicon Valley,. Avec sa femme Mabel (1900-1989), il se consacra ensuite à l'action philanthropique.

## Biographie

### Années de jeunesse

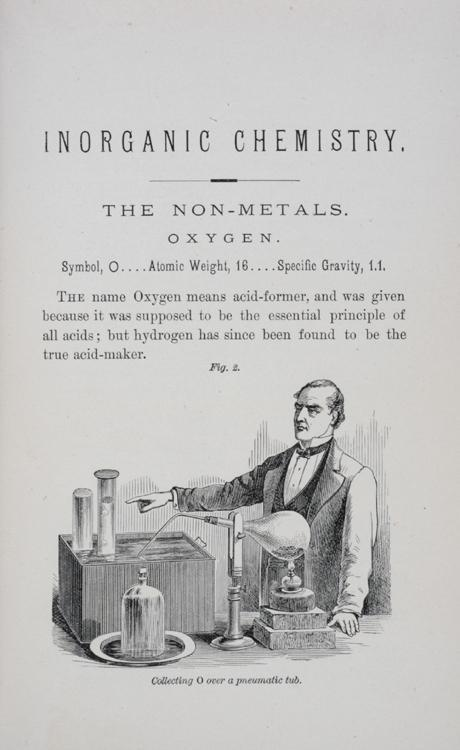
Fourteen Weeks in Chemistry, page 27.

Arnold Orville Beckman est né dans le petit village de Cullom (Illinois) (500 habitants). Il était le fils benjamin de George Beckman, un forgeron, et de sa seconde femme Elizabeth Ellen Jewkes:5. Sa curiosité se manifesta très tôt : à l'âge de neuf ans, il se passionna à la lecture d’un vieux livre de chimie : Fourteen Weeks in Chemistry de Joel Dorman Steele. Il commença par reproduire certaines expériences:9 et son père lui permit d’utiliser un hangar pour en faire son laboratoire.
La mère de Beckman, Elizabeth, mourut du diabète en 1912. Le père de Beckman dut revendre son atelier de forgeron, et se fit voyageur de commerce en outils. Pour s’occuper de ses enfants, il engagea une gouvernante, Hattie Lange. Arnold Beckman commença à se faire de l’argent de poche comme pianiste avec un groupe local, et barattait la crème pour une épicerie voisine:12–13.
En 1914, la famille Beckman déménagea à Normal, au nord de Bloomington (Illinois), ce qui permettait aux enfants de suivre les cours de l’University High School de Normal, sorte de lycée technique travaillant avec le matériel de l’Université d'État de l'Illinois:16. En 1915 ils déménagèrent à Bloomington même:17–18, mais les enfants continuaient de suivre les cours d’University High, où Arnold Beckman obtint la permission de s’inscrire au cours de chimie d’Howard W. Adams:17–18. Arnold était encore lycéen lorsqu’il créa sa propre société, "Bloomington Research Laboratories", spécialisée dans la chimie analytique avec pour principal client la société de gaz:21–22. Il se classa premier de sa classe avec une note moyenne de 89.41 sur quatre ans, un record:27.
Au début de l’année 1918, le jeune Beckman reçut la permission d’arrêter les cours quelques mois pour contribuer à l’effort de guerre comme chimiste. Les fonderies Keystone Steel & Iron avaient des difficultés de production : Beckman préleva du fer en fusion et le testa pour voir si la teneur en carbone, soufre, manganèse et phosphore était convenable pour la fonderie:26.
Lorsque Beckman eut 18 ans, en août 1918, il s’engagea dans le corps des Marines. Après trois mois d’entraînement à Parris Island:31, on l’envoya au Brooklyn Navy Yard, en attente d’un navire en partance pour l’Europe. Mais le retard du train incita les autorités à faire embarquer une autre unité que celle de Beckman. Mis en garnison, Beckman échappa de peu à son envoi en Russie:32. Il fêta l’Action de grâces dans l'auberge de jeunesse locale, où il fit la connaissance d'une jeune fille de 17 ans, Mabel Stone-Meinzer, qui servait à table:33. Quelques jours plus tard, l’armistice était signé.

### Études universitaires
Arnold Beckman s'inscrit à l'Université de l'Illinois à Urbana-Champaign à l'automne 1918. Au cours de cette première année, il travaille avec Carl Shipp Marvel sur la synthèse de composés organomercuriels, mais les deux hommes commencent à présenter des symptômes d’intoxication:42, ce qui pousse Beckman à abandonner la chimie organique pour se consacrer à la chimie minérale, sous la direction de Worth Rodebush, T. A. White et Gerhard Dietrichson:50–51. Il obtient sa licence de chimie en 1922 et une maîtrise de chimie physique en 1923, consacrée à la thermodynamique de l'ammoniaque, sujet que T. A. White lui avait proposé:55.
Beckman décida de préparer sa thèse de doctorat au California Institute of Technology (Caltech). Il y passa une année avant de retourner à New York auprès de sa fiancée Mabel, alors secrétaire chez Equitable Life Assurance Society. Il obtint un emploi au département R&D de Western Electric, précurseur des Laboratoires Bell. Là, en collaboration avec Walter A. Shewhart:61, Beckman mettait en place le contrôle de qualité des tubes électroniques et découvrit la fabrication des circuits électroniques.

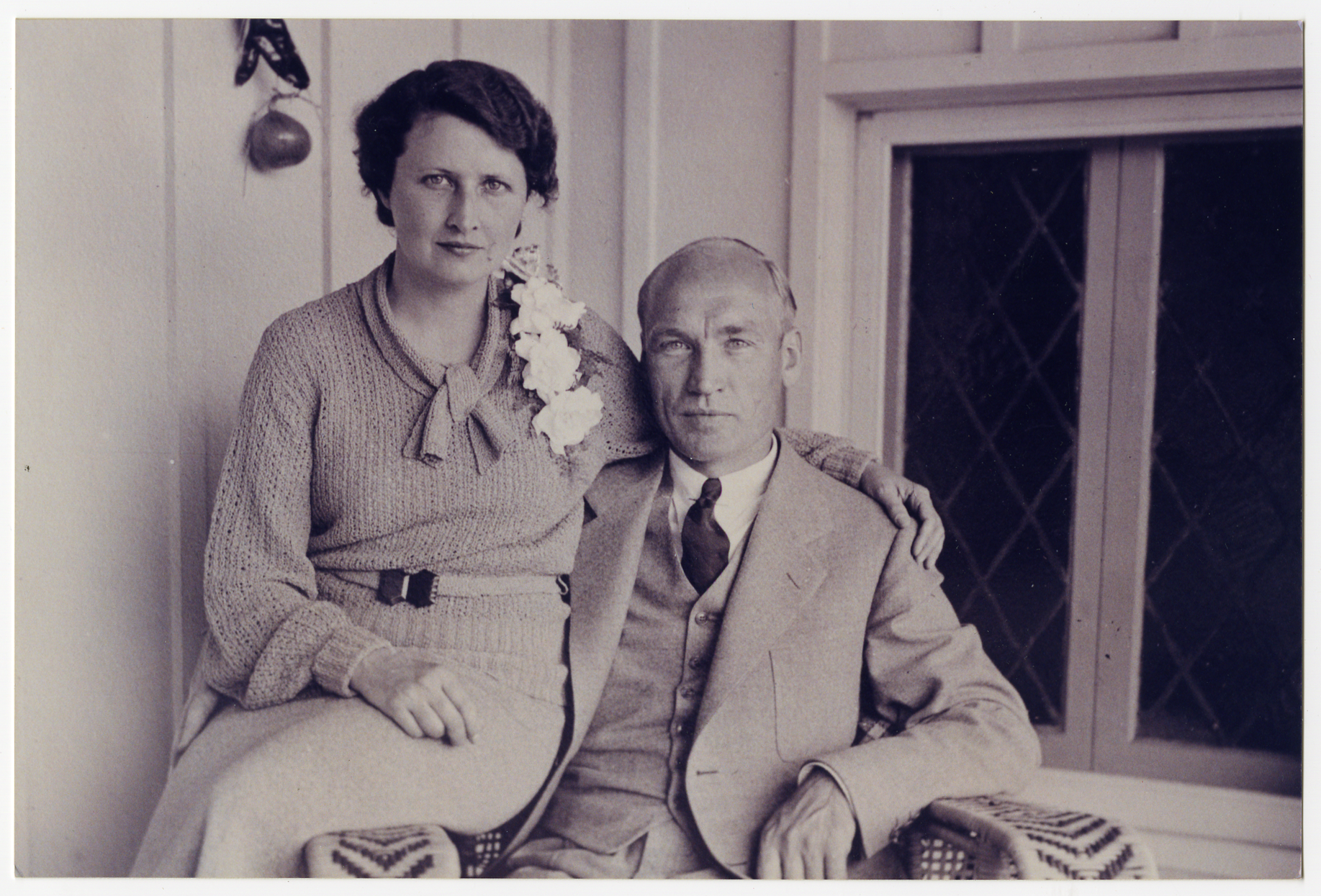
Mabel et Arnold Beckman

Beckman épousa Mabel:68 le 10 juin 1925. L'année suivante, le couple s'installa en Californie et Beckman reprit ses études au Caltech. Il s’intéressa à la photolyse ultraviolette et avec son directeur de thèse, Roscoe G. Dickinson, mit au point un capteur à base de thermocouple permettant de détecter l’énergie de la lumière ultraviolette : le courant émis par le thermocouple était envoyé vers un galvanomètre. Après avoir soutenu sa thèse en photochimie  , consacrée à l'application de la théorie des quanta aux réactions chimiques ,:99 (1928), Beckman, comme Pauling, se vit proposer par le Caltech de donner des cours, avec à terme la possibilité de devenir professeur. En 1933, Beckman se fit construire une maison à Altadena (Californie), au pied des collines. Avec sa femme, ils allaient résider là encore 27 années, et y élever leurs enfants.

### Chargé de cours au CalTech

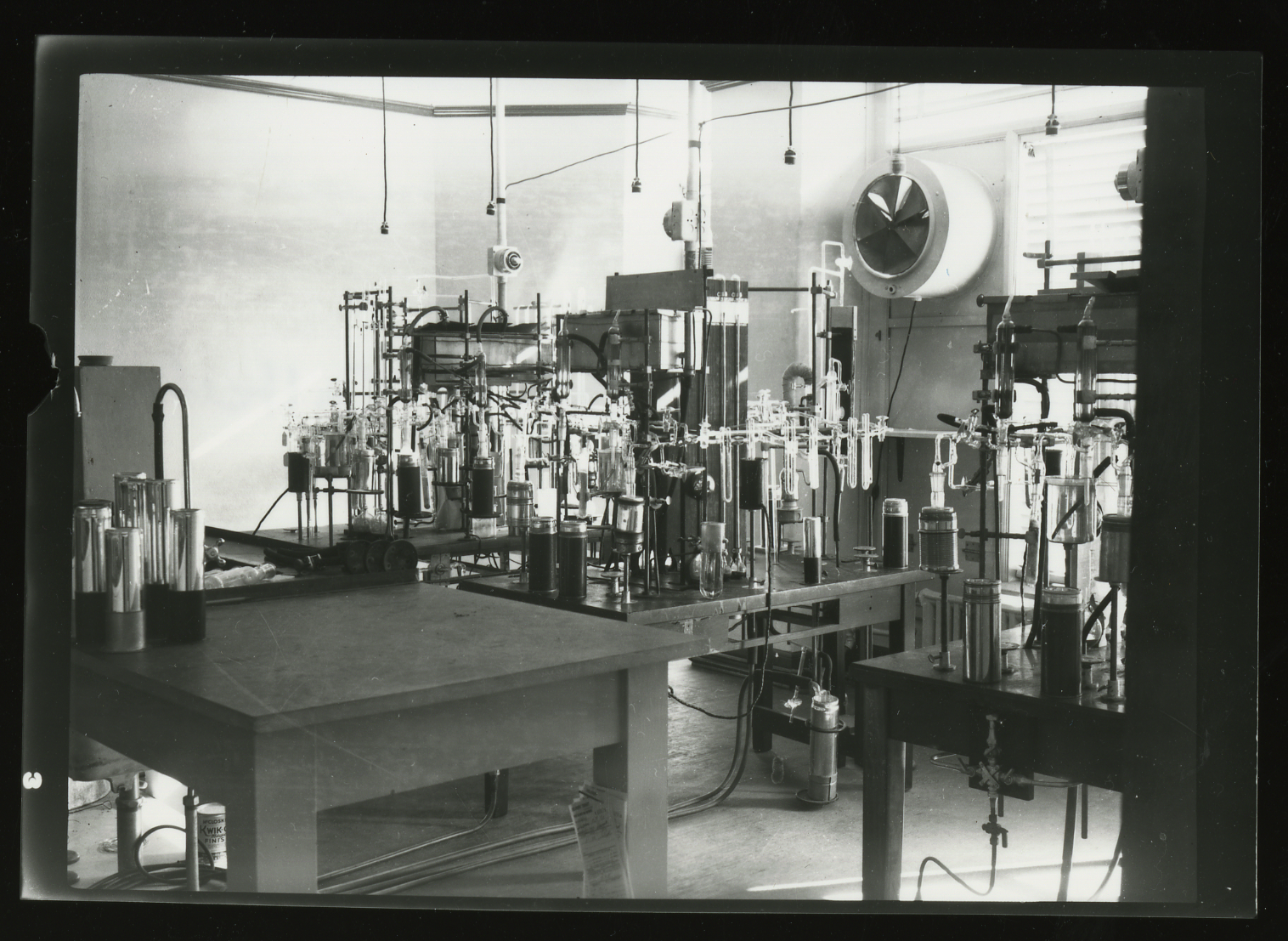
Le laboratoire d'Arnold Beckman au Caltech.

Au Caltech, Beckman assurait des cours depuis la première année jusqu'à la maîtrise, et faisait profiter les étudiants de son expertise dans le soufflage du verre par des travaux pratiques et insistait sur la nécessité de disposer d'instruments de mesure précis:96–99 ; mais ce sont surtout ses compétences en électronique qui le rendaient indispensable au département de chimie de l’université. Au fil des années, le département évolua du génie chimique vers la chimie fondamentale. Arthur Amos Noyes, le responsable du département, encourageait pourtant Beckman et l'ingénieur William Lacey à garder le contact avec l'industrie, et Millikan, président de l'université et expert auprès du gouvernement, faisait régulièrement appel à Beckman:98–101.

### L'invention du pH-mètre électrique

Le pH-mètre portatif de Beckman en service.

En 1934, un ingénieur de la National Postal Meter Company, I. H. Lyons, était à la recherche d'une encre qui ne bouche pas les capillaires, afin d'alimenter des machines à affranchir le courrier. D'abord consulté, Millikan l'adressa à Arnold Beckman, qui lui proposa une encre à base d’acide butyrique ; mais aucun fabricant de machine ne voulait utiliser cette substance malodorante. Alors Beckman fonda une nouvelle société, la National Inking Appliance Company, recruta deux étudiants du Caltech, Robert Barton et Henry Fracker, et les installa dans le garage du facteur d'instruments Fred Henson. Beckman breveta quelques procédés permettant de ré-encrer le ruban des machines à écrire, mais ne parvint pas à les commercialiser. C'était la première expérience de Beckman en tant qu'industriel, et bien qu'il échouât cette fois, il sut reconvertir l'entreprise pour d’autres débouchés.
Sunkist Growers était une société d'agroalimentaire qui, lorsque les fruits (des citrons) n'étaient pas vendables, les pressait pour en tirer de la pectine ou de l'acide citrique, avec un conservateur à base de dioxyde de soufre. Sunkist devait pour cela contrôler l'acidité du produit à chaque étape, mais les méthodes colorimétriques alors en usage, comme le papier de tournesol, n'étaient pas fiables à cause du caractère acide du dioxyde de soufre. Un des chimistes de la société, Glen Joseph, avait bien essayé de mesurer la conductivité du jus de citron, mais là encore, le dioxyde de soufre attaquait les électrodes, et les électrodes à base de verres non-réactifs étaient non seulement fragiles, mais trop peu conductrices.
Joseph se mit en rapport avec Beckman qui lui conseilla d'amplifier le signal électrique plutôt que de chercher à augmenter la résolution de ses instruments : il lui proposa d'utiliser un circuit amplificateur à lampe. L'électrode en verre servant à mesurer le pH  se prolongeait devant la grille de contrôle d'un tube à vide : ainsi les variations de courant étaient-elles suffisamment amplifiées pour qu'un galvanomètre y soit sensible. Ce prototype fut si utile que Joseph en réclama très vite un second:124–129.
Beckman comprit tout l'intérêt de cette invention et, réfléchissant aux besoins des laboratoires de l'époque, décida de créer un instrument polyvalent, portatif et d’utilisation intuitive, de sorte que même des chimistes débutants pourraient s'en servir. Dès le mois d’octobre 1934, il déposait un brevet (U.S. Patent No. 2058761) pour un « acidimètre », qu'il rebaptisa plus tard pH-mètre:131,. Arthur H. Thomas Co., l'un des principaux grossistes en instruments scientifiques d'Amérique du Nord , se proposa de commercialiser l'appareil. Malgré un prix de vente considérable pour l'époque (195 dollars, soit un mois de salaire d'un professeur débutant), le coût de fabrication était minimisé:134–135. Ce pH-mètre original pesait environ 7 kg, mais il était beaucoup moins fragile que les électrolyseurs antérieurs ; les premiers modèles étaient encore sensibles à la profondeur de l'électrode dans la solution à analyser : aussi Beckman décida-t-il de sceller la lampe et l'électrode pour supprimer ce défaut.
Le 8 avril 1935, Beckman rebaptisa sa société National Technical Laboratories, pour formaliser la vocation de l'entreprise à fabriquer des instruments scientifiques:131–132 : elle s'installa dans de vastes bureaux de location au no 3330 Colorado Street:135. Devant le succès des ventes de pH-mètres, Beckman décida le 11 mai 1939 de démissionner du Caltech pour se consacrer à plein temps à sa nouvelle activité d'industriel:142–143 et l'année suivante, il contractait un crédit pour faire construire sa propre usine à South Pasadena:147–148 sur 1 100 m2.

### Spectrophotométrie

#### Les ultraviolets

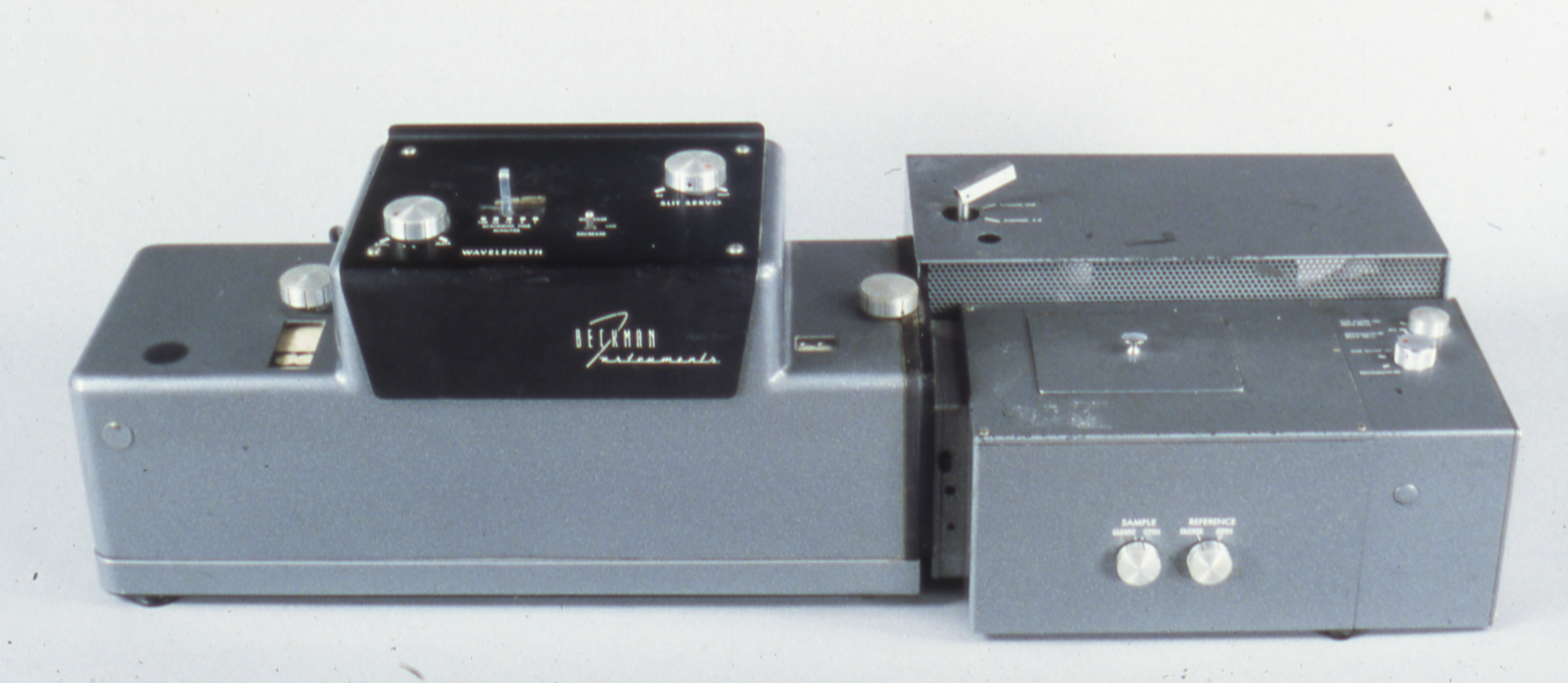
Le spectrophotomètre à ultraviolets DK1 de Beckman

Le spectrophotomètre Beckman DU en action.

En 1940, un équipement de laboratoire en photométrie visible représentait un investissement de 3 000 $ ; simultanément, les travaux de Lyman, Zeeman et d'autres stimulaient l'intérêt pour l'analyse du spectre ultraviolet. Au moment même où il améliorait le pH-mètre, Beckman décida de mettre au point un instrument « entrée de gamme » pour la spectrophotométrie et confia le développement à Howard Cary:148–149.
Ces nouveaux spectrophotomètres comportaient un prisme pour résoudre la lumière en composantes de son spectre d'absorption, et un tube photomultiplicateur permettant de convertir électriquement l'intensité lumineuse des différentes raies du spectre. Ils permettaient de dessiner le spectre d'absorption des différentes substances, véritable carte d'identité des substances chimiques:151. Le modèle D, rebaptisé « spectrophotomètre DU », destiné à la spectrophotométrie d'absorption dans l'ultraviolet, est le premier instrument associant des composants électroniques et optiques:153. Il suffisait à l'utilisateur d’insérer son échantillon, de régler sur la longueur d'onde désirée et de lire l'intensité lumineuse absorbée sur un cadran de galvanomètre. Le mesure était précise du visible à l'ultraviolet et les raies du spectre visible. Le National Bureau of Standards certifia la répétabilité des résultats donnés par cet instrument, et même en recommanda l'utilisation:156.

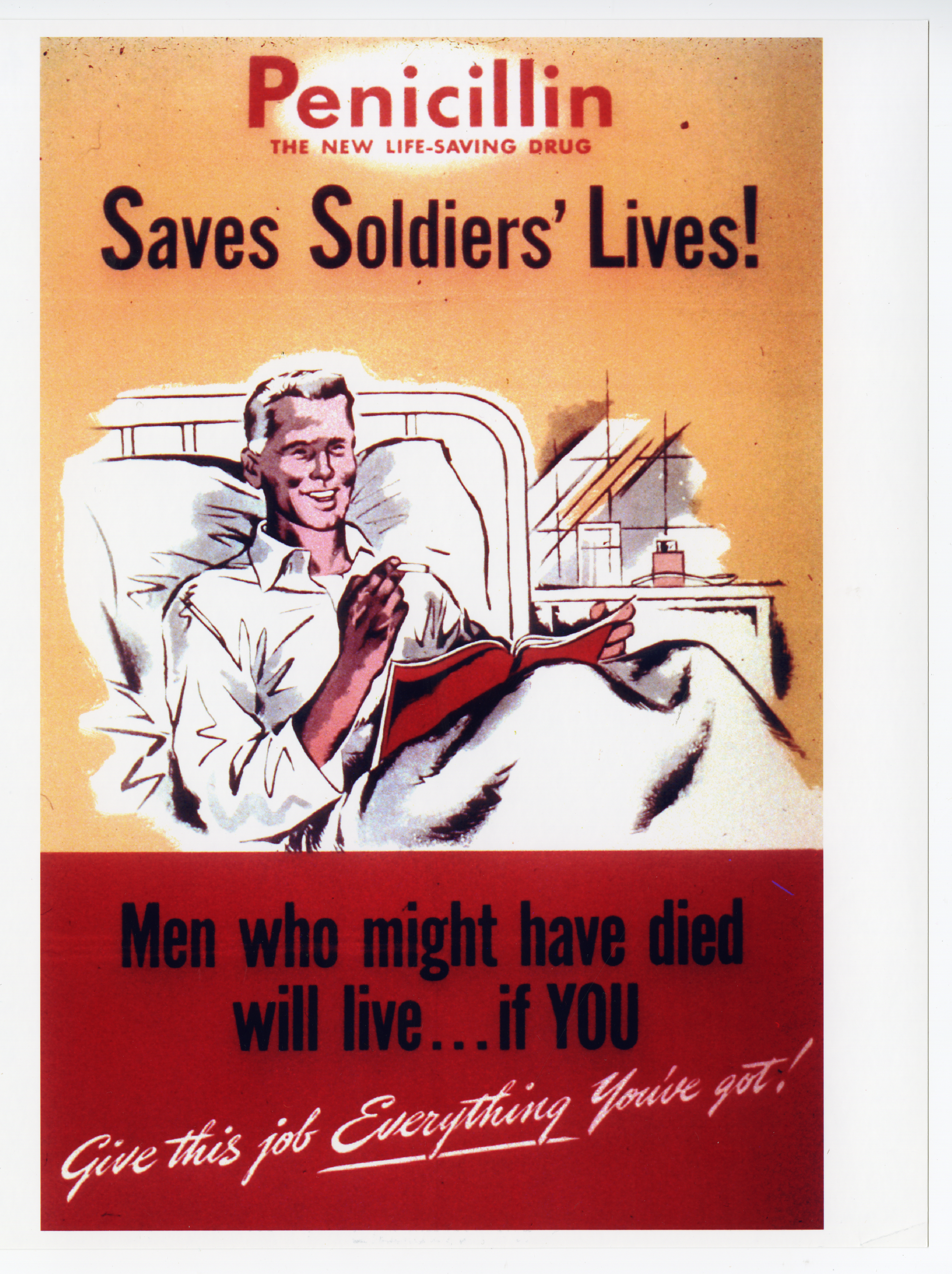
Affiche de la Seconde guerre mondiale faisant la promotion de la pénicilline.

Le spectrophotomètre DU de Beckman a été qualifié de « Ford T » des instruments scientifiques: « Cet appareil a définitivement simplifié et modernisé les analyses chimiques en permettant aux chercheurs d’effectuer en quelques minutes l’analyse précise à 99,9 % d'une substance, alors qu’il fallait auparavant de semaines  pour des résultats précis à 25 % seulement. » Le chimiste Theodore L. Brown estime qu'il a « révolutionné la mesure des signaux lumineux des  échantillons:2. » Quant au prix Nobel Bruce Merrifield, il aurait dit de ce spectrophotomètre qu'il était « ..probablement l'instrument de mesure le plus important dans le progrès des sciences de la vie. »
Le développement du spectrophotomètre a aussi contribué à l'effort de guerre. Par exemple, les médecins militaires s'intéressaient au rôle des vitamines sur la santé, et ils voulaient identifier les aliments riches en vitamine A pour que les soldats disposent d'une alimentation saine. Jusque-là, on nourrissait des rats pendant plusieurs semaines puis on mesurait le taux de vitamine A par biopsie. Le spectrophotomètre DU donnait, là encore, des résultats plus précis en seulement quelques minutes. Cet instrument a également permis aux chercheurs de comprendre l'action et de stimuler la production de ce médicament miracle qu'était la pénicilline. À la fin de la guerre, les sociétés pharmaceutiques américaines produisaient 650 milliards de pilules de pénicilline par mois. L'essentiel de ces recherches sont restées top secret pendant la deuxième guerre mondiale.

#### Les infrarouges
Beckman et sa société ont participé à des projets secrets. Au cours de la guerre, une pénurie de caoutchouc, utilisé pour les étanchéités des blindés et les pneumatiques de jeeps et d'avions, frappa le secteur industriel américain : les ressources naturelles d'Extrême-Orient étaient fermées par suite de la guerre du Pacifique, et les chimistes recherchaient un ersatz fiable. L’Office of Rubber Reserve demanda à Berckman de lui fournir un spectrophotomètre infrarouge pour permettre l'étude d’hydrocarbures comme le toluène et le butadiène. Robert Brattain, employé par Shell Development Co., Arnold O. Beckman et R. Bowling-Barnes, ingénieur d’American Cyanamid se réunirent secrètement à Detroit : il fut convenu que Beckman fabriquerait une centaine de spectrophotomètres à infrarouges, conçus d’après le spectrophotomètre monorayon que Robert Brattain avait développé chez Shell:163 : c’est ainsi que Beckman mit au point le Spectrophotomètre IR-1.
Dès le mois de septembre 1942, le premier instrument était livré ; la société en fournit 75 aux producteurs d’élastomères américains entre 1942 et 1945. Les chercheurs durent taire l'existence de ces appareils jusqu'à la fin de la guerre, mais certains laboratoires travaillaient eux aussi sur la spectrométrie infrarouge : ils publièrent leurs travaux et commercialisèrent librement leurs appareils sans être inquiétés par les pouvoirs publics.
Beckman ne pouvait s’endormir sur les lauriers du succès du IR-1 : confronté à une féroce compétition commerciale, il commercialisa en 1953 le modèle IR-4, qui pouvait utiliser une double source d’infrarouges:165, à savoir une source lumineuse de référence, et l’infrarouge transmis par l’échantillon à analyser, et donc permettait une spectrométrie différentielle:163.

### Autres projets secrets

#### Le potentiomètre de précision

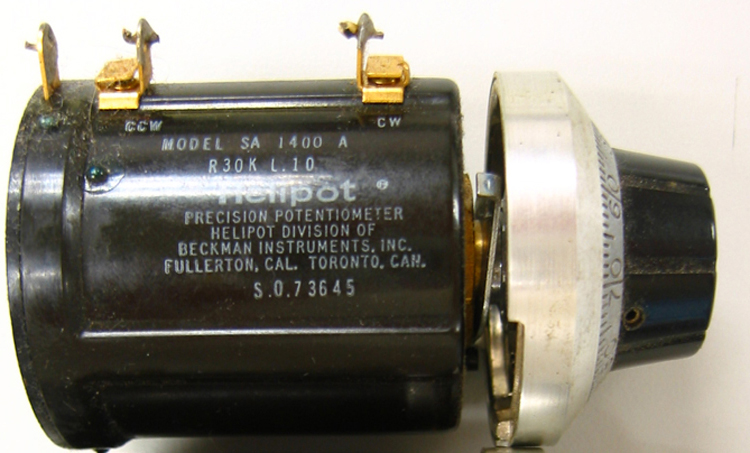
Le potentiomètre Helipot Beckman SA1400A.

Au moment où il s'attelait à la spectrométrie infrarouge, Beckman fut contacté par Paul Rosenberg, chercheur du Laboratoire des rayonnements du MIT, qui faisait partie d'un réseau anglo-américain de recherches secrètes travaillant sur le radar (radio detecting and ranging). Les animateurs du projet se tournèrent vers Beckman car ils avaient remarqué la sensibilité des potentiomètres de réglage de ses pH-mètres ; en particulier, Rosenberg avait montré qu'ils étaient dix fois plus sensibles que les autres potentiomètres. Beckman avait, du reste, breveté ces composants sous la marque helipot (abréviation de POTentiomètre HELIcoïdal). Il fallait néanmoins les adapter pour qu'ils puissent supporter les incessants chocs et vibrations affectant les véhicules militaires.
Beckman dut tenir son personnel à l'écart du projet, ce qui fit que ses ingénieurs dédaignèrent l'amélioration de l'Helipot, et qu'il dut travailler lui-même à une solution. Pour le contact électrique ponctuel, il remplaça le ressort de son rhéostat, comprimant un fil enroulé, par un index tournant guidé dans une entaille à la base du bouton : en supprimant une pièce fragile, il devenait ainsi possible de faire tourner le point de contact sans risque de coupure du circuit. L'industrie militaire était friande de ce Modèle A de l'Helipot : dès la première année de sa commercialisation, les ventes représentaient 40 % des revenus de la société. Beckman créa une filiale, Helipot Corporation:167–175.

#### Le compteur d'oxygène de Pauling

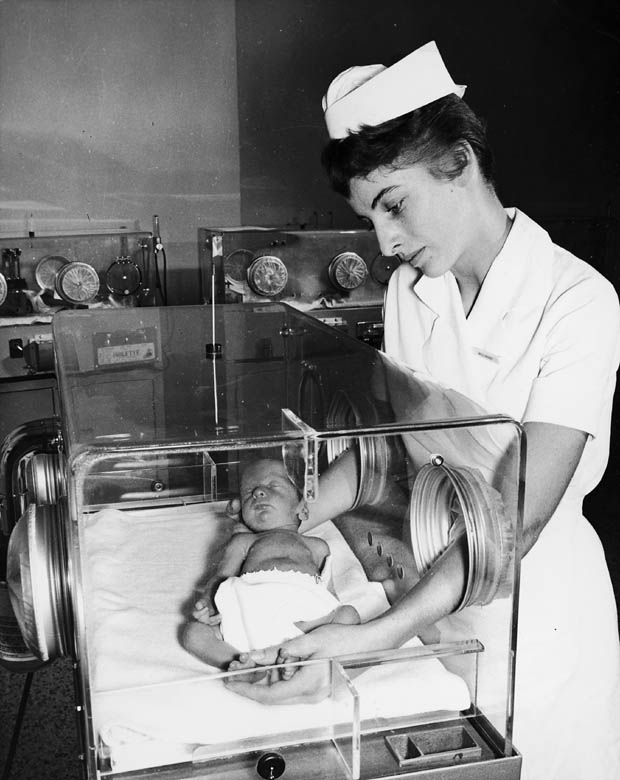
Un incubateur des années 1950.

Le 3 octobre 1940, le National Defense Research Committee avait réuni plusieurs chercheurs, les exhortant à concevoir un instrument fiable de mesure de la teneur en oxygène pour contrôler l'air ambiant dans les sous-marins et les avions. Linus Pauling, chimiste du Caltech, avait répondu à ce concours. Un de ses assistants, Holmes Sturdivant, avait commandé un boîtier pour cet appareil à National Technical Laboratory, et c'est ainsi que Beckman lui-même apprit l'existence de cet appareil, et proposa que sa société en fasse la fabrication en série.
Le conseil d'administration de National Technical Laboratory n'était pas favorable à une collaboration pour un projet top secret, à cause du manque de visibilité pour les investisseurs ; toutefois, il autorisa Beckman à y participer seul. Beckman créa donc une nouvelle filiale, Arnold O. Beckman, Inc. pour fabriquer les compteurs d'oxygène:180–185. La fabrication de l'instrument posait des problèmes techniques nouveaux, comme la fabrication de billes de verre d'un diamètre précis. À cette fin, Beckman crea une micro-souffleuse de verre injectant un volume d'air donné sous une pression très précise contre le verre en fusion:185–186.
Après la guerre, Beckman mit au point de nouveaux compteurs d’oxygène destiné aux couveuses pour les prématurés. C'est avec ces appareils que les médecins de l'Université Johns Hopkins établirent leurs recommandations pour l'emploi des couveuses:185–186.

#### Le Projet Manhattan
Beckman était l'un des fournisseurs d’instruments du Projet Manhattan. Les chercheurs étaient naturellement préoccupés par la mesure des taux de radiation dans une chambre d'ionisation remplie de gaz électrisés par la pile atomique ; or cette mesure était particulièrement délicate car le niveau des signaux était faible. Beckman comprit qu'il suffisait de modifier très légèrement son pH-mètre  (en remplaçant l'électrode en verre par un résistor d'entrée) pour qu'il remplisse cet office, et c'est ainsi que Beckman Instruments ajouta un nouveau produit à son catalogue, le micro-ammètre:175–177.
En parallèle, Beckman travaillait à un dosimètre pour protéger le personnel du projet Manhattan. C'était une chambre d'ionisation miniature, chargée sous 170 V. La lecture se faisait sur un galvanomètre à cadran en partie supérieure, dont l’aiguille était en fibre de quartz plaquée de platine. Ces dosimètres étaient fabriqués par une filiale : Arnold O. Beckman, Inc:177–178.

### La lutte contre le smog
Dans la Californie méridionale d'Après-guerre, et en particulier à Pasadena, où résidaient les Beckman, le smog devenait un sujet de conversation courant. D'abord pris pour une attaque au gaz en 1943, on l’attribua ensuite à toutes sortes de causes dont les braseros utilisés par les planteurs d'orangers, les fumées de cheminée des usines locales ou les gaz d'échappement. La Chambre de Commerce de Los Angeles se sentait particulièrement concernée par ce fléau car il discréditait l'industrie, suspectée de porter atteinte à la qualité de vie dans la région ; or Beckman siégeait à la Chambre de Commerce.
En 1947, le gouverneur de Californie Earl Warren émit un décret de lutte contre la pollution de l'air, disposant notamment de la création de Districts de Contrôle de la Pollution de l'Air (APCD) dans chaque comté de l'état. La Chambre de Commerce de Los Angeles délégua Beckman comme représentant dans la commission de création de l'APCD de l'agglomération, lequel APCD demanda à Beckman de jouer le rôle de conseiller scientifique auprès du commissaire à la Pollution de l'Air. Beckman joua ce rôle de 1948 à 1952.
Le commissaire à la Pollution de l'Air en question était Louis McCabe, un géologue formé au génie chimique. McCabe pensait au début que le smog venait d'une pollution par le dioxyde de soufre : aussi proposa-t-il que le comté investisse dans une coûteuse usine de conversion de ce gaz polluant en engrais. Mais Beckman n'était pas convaincu que le dioxyde de soufre était la véritable cause du smog à Los Angeles : il avait vu ce qu'était la pollution par ce gaz à Gary (Indiana), et y avait noté l'odeur caractéristique de sulfures, absente en Californie. Il tâcha de convaincre McCabe qu'il fallait rechercher une cause différente.

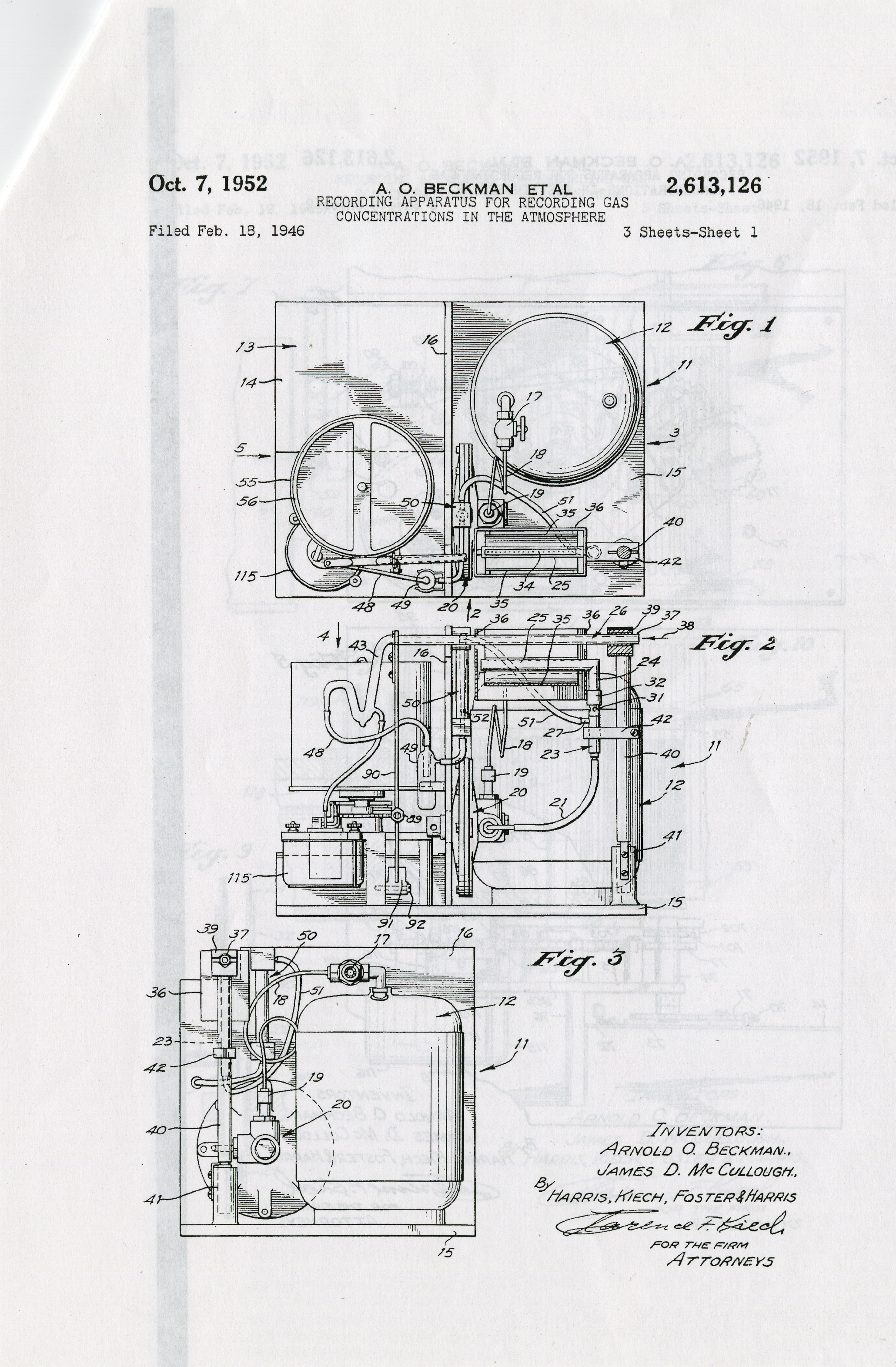
Brevet no 1071952 : « Appareil à enregistrer les concentrations de gaz dans l’atmosphère. »

Beckman alla trouver un professeur du Caltech travaillant sur le smog, Arie Jan Haagen-Smit. Ensemble, ils développèrent un piège à poussières, constitué d'un condenseur refroidi à l'azote liquide. Haagen-Smit identifia la nature des principaux constituants de l'aérosol formant le smog : des peroxydes organiques. Il passa une année encore à identifier plus précisément la composition chimique  du smog. Les résultats, présentés en 1952, incriminaient clairement l'ozone et les hydrocarbures relargués par les cheminées d'usine et les torchères des raffineries, ainsi que les gaz d'échappement:220–224.
Tandis qu'Haagen-Smit analysait la composition du smog, Beckman développait un analyseur. Le 7 octobre 1952, il parvenait à breveter un « enregistreur d’oxygène » exploitant les méthodes colorimétriques pour mesurer les teneurs en composés présents dans l’atmosphère:224–226. Beckman Instruments finit par concevoir une gamme d'instruments pour couvrir l'analyse d'ambiance depuis l'instrumentation jusqu'au test des gaz d'échappement en passant par la pollution de l'air. La société produisait même des fourgons d'analyse de la qualité de l'air:224–226.

### Électronique
John J. Murdock détenait une bonne part du capital de National Technical Laboratories. Il signa une option de rachat de ses parts avec son associé Arnold Beckman, exécutoire à son décès. À la mort de Murdock, en 1948, Beckman put ainsi reprendre le contrôle de la compagnie:195–196 et c'est ainsi que, le 27 avril 1950, les National Technical Laboratories furent rebaptisés Beckman Instruments, Inc.  En 1952, Beckman Instruments était cotée au New York Curb Exchange, permettant une nouvelle augmentation de capital, nécessaire pour la conquête des marchés internationaux:197,232–233.

#### Les cermets
Dès 1958, Helipot Corporation, la filiale de composants électroniques créée par Beckman, était absorbée par Beckman Instruments, pour former la Helipot Division de la firme. Ses chercheurs s'intéressaient alors aux possibilités des cermets, matériaux composites constitués de couches de céramiques et de métal. Les potentiomètres en cermet résistaient mieux aux hautes températures que les potentiomètres en métal:211.

#### Le marché des centrifugeuses
En 1954, Beckman Instruments racheta le fabricant d'ultracentrifugeuses Spinco (Specialized Instruments Corp.), fondé par Edward Greydon Pickels en 1946 : il forma le noyau de la division centrifugeuses, « Spinco », de Beckman, qui se lança dans le développement d'une gamme d’ultracentrifugeuses analytiques et de préparation.

#### Le marché des semi-conducteurs
En 1955, Beckman fut contacté par William Shockley, l'un de ses anciens étudiants du Caltech, qui était jusque-là responsable du programme de recherche des Laboratoires Bell sur les semi-conducteurs. Par certains aspects, les semiconducteurs étaient proches des cermets. Shockley voulait à présent créer sa propre société, et demanda à Beckman d'entrer dans le capital. Après d'intenses discussions, Beckman finit par s'intéresser au projet: il signa une lettre d'intention relative à la création du Shockley Semiconductor Laboratory en tant que filiale de Beckman Instruments, dont  William Shockley serait le directeur. Cette nouvelle filiale se spécialiserait dans les semi-conducteurs, et en premier lieu dans la production de série de transistors à base dopée:237–241.
Shockley souhaitait travailler près de Palo Alto, à Mountain View, pour pouvoir s'occuper de sa mère, très âgée. Frederick Terman, prévôt de l'Université Stanford, mit à sa disposition une partie des terrains de la nouvelle zone industrielle de Stanford. Au mois de février 1956, Shockley, l'année même où il recevait le Prix Nobel de physique (avec John Bardeen et Walter Houser Brattain), inaugurait le premier laboratoire de semi-conducteurs de ce qui allait devenir la « Silicon Valley. » Mais l'homme manquait d'expérience en tant que chef d'entreprise ; en outre, il s'entêta à ne produire que les composants qu'il avait lui-même conçus : la diode quadri-couches, au lieu de produire en série des transistors comme cela avait été convenu avec Beckman. Ce dernier, pourtant, lui maintint sa confiance, rassuré en cela par ses ingénieurs qui l’assuraient de la valeur des idées de Shockley, et même il s'abstint d'interférer dans ses affaires lorsque les employés de Shockley en appelèrent à son arbitrage. C'est pourquoi dès 1957, huit collaborateurs dont Gordon Moore et Robert Noyce démissionnèrent de l'équipe de Shockley pour former une société concurrente, Fairchild Semiconductor, et produire des transistors en série. En 1960, Beckman décida de revendre la filiale Shockley à Clevite Transistor Co., mettant un terme à son incursion dans l'industrie des semi-conducteurs ; il n'en avait pas moins contribué au lancement de cette nouvelle branche industrielle:237–250.

#### Ordinateurs et automates

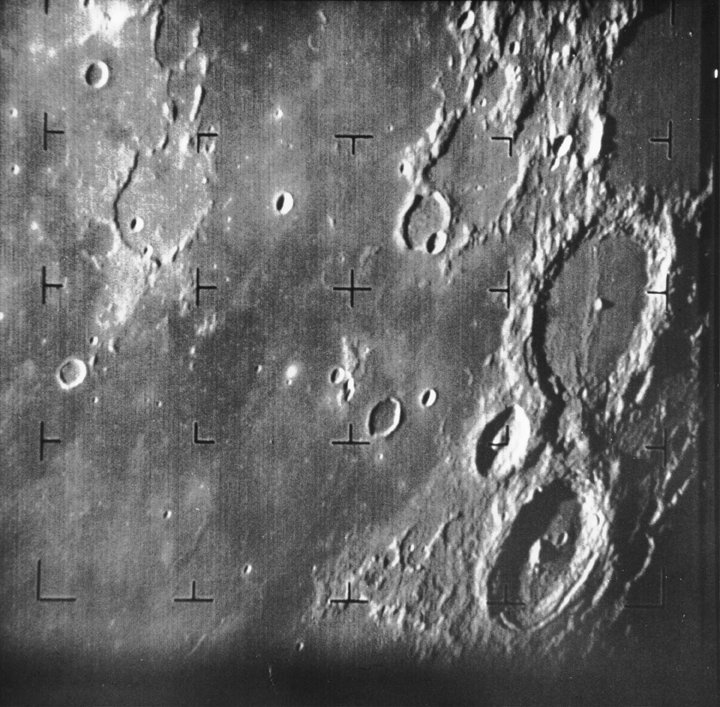
Première photo de la surface de la Lune prise par la sonde Ranger 7 le 31 juillet 1964

En ce milieu des années 1950, Beckman était bien conscient que les ordinateurs et l'automatique ouvraient d'innombrables possibilités de création et d'intégration des instruments de mesure : il racheta la Berkeley Scientific Co. dans les années 1950, puis inaugura une Division Systèmes à Beckman Instruments « pour mettre au point et produire des systèmes industriels de traitement des données pour l'automatisation. » La filiale Berkeley mit au point le calculateur analogique EASE, et dès 1959 Beckman obtint des contrats avec les principales compagnies de l'industrie aérospatiale et de défense : Boeing Aerospace, Lockheed Aircraft, North American Aviation et Lear Siegler. La Division Systèmes de Beckman produisit aussi un ordinateur spécialisé dans le traitement de grands volumes de données télémétriques télé-transmises par les satellites : il effectuait du traitement de clichés photographiques de la surface de la Lune, issus du programme Ranger de la NASA:252–258.

## Philanthropie
Les années 1960 furent un tournant pour les Beckman. Mabel avait repéré une maison donnant sur la mer à Corona del Mar, près de Newport Beach, où ils emménagèrent en 1960, et que le couple ne quittera plus,. C'est alors que Beckman décida de se retirer des affaires, pour se consacrer avec sa femme à la philanthropie, avec l'intention déclarée de solder la totalité de leur fortune à leur mort. En 1964, on demanda à Beckman de prendre la présidence du conseil de surveillance du Caltech, dont il était membre depuis 1953, ce qu'il accepta:275. En 1965, il démissionna de son poste de président de Beckman Instruments, et de présider plutôt le directoire du groupe industriel:276. Le 23 novembre 1981 enfin, il revendit la société au groupe SmithKline, qui devint SmithKline Beckman:308–309.
Les premières grandes donations des époux Beckman échurent au Caltech : c'était un hommage rendu par l'industriel aux relations constantes qu'il avait entretenues avec cette université depuis ses années de formation jusqu'à sa participation au conseil d’établissement. En 1962, ils dotèrent l'université d'une salle de concert, l'Auditorium Beckman , dont la conception, inspirée du Tempietto, fut confiée à l'architecte Edward Durell Stone:289–290. Pendant des années, ils financèrent l'Institut Beckman, l'Auditorium Beckman, le Laboratoire Beckman d’Éthologie, le Laboratoire Beckman de synthèse chimique du  CalTech. Du propre aveu d'un président émérite du Caltech, David Baltimore, Beckman « a changé le destin du Caltech. »L'Institute for Advanced Science and Technology et le Quadrangle de l'Université de l'Illinois à Urbana-Champaign ont pris le nom de Beckman en hommage à leurs donateurs.
La Fondation Arnold & Mabel Beckman a été déclarée d'utilité publique en septembre 1977:317. À la mort de Beckman, elle avait investi plus de 400 millions de dollars dans diverses fondations et organisations de charité. En 1990, c'était, en termes d'investissement, l'une des dix plus grosses fondations de Californie.

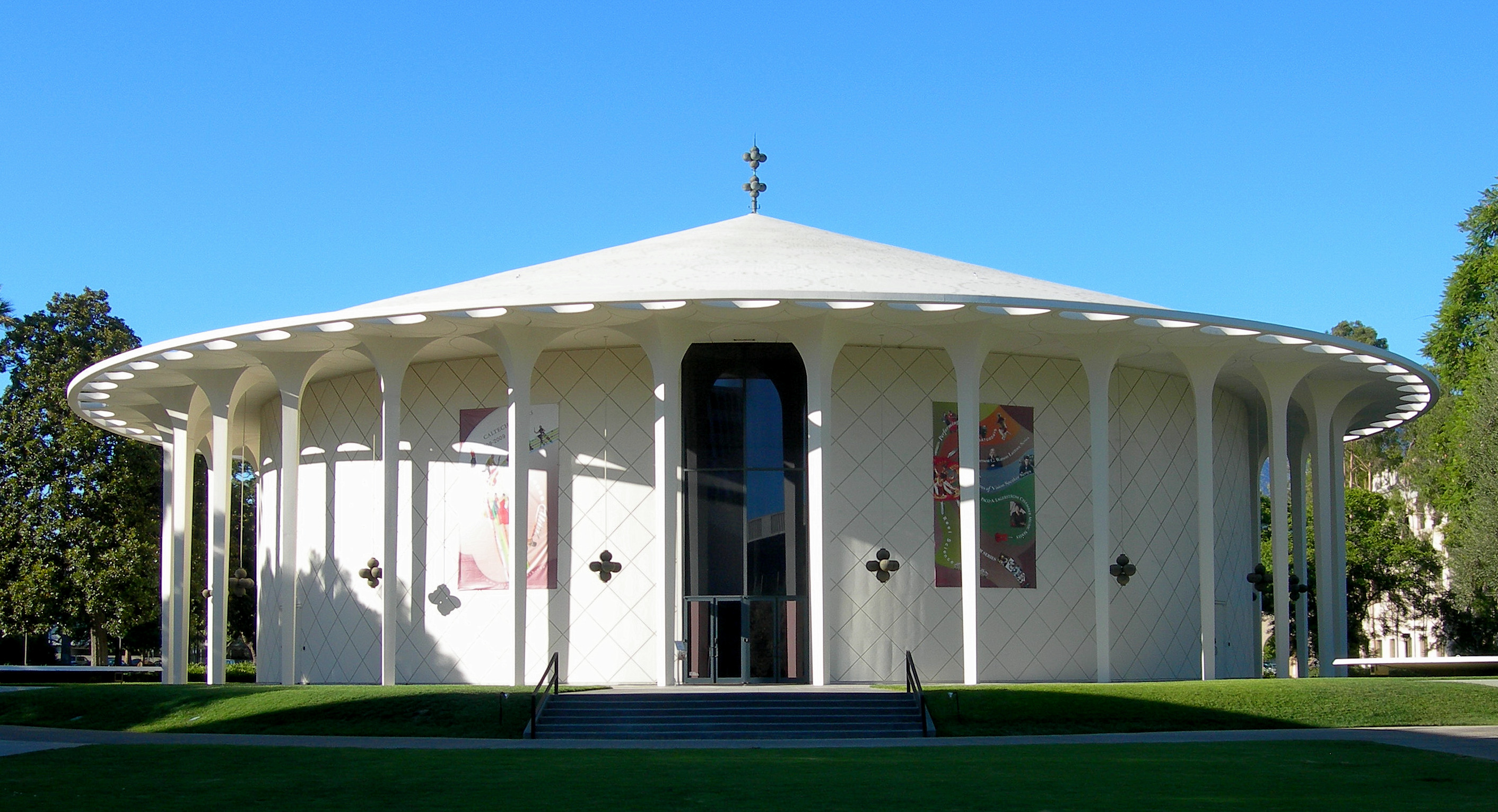
L'auditorium Beckman du California Institute of Technology
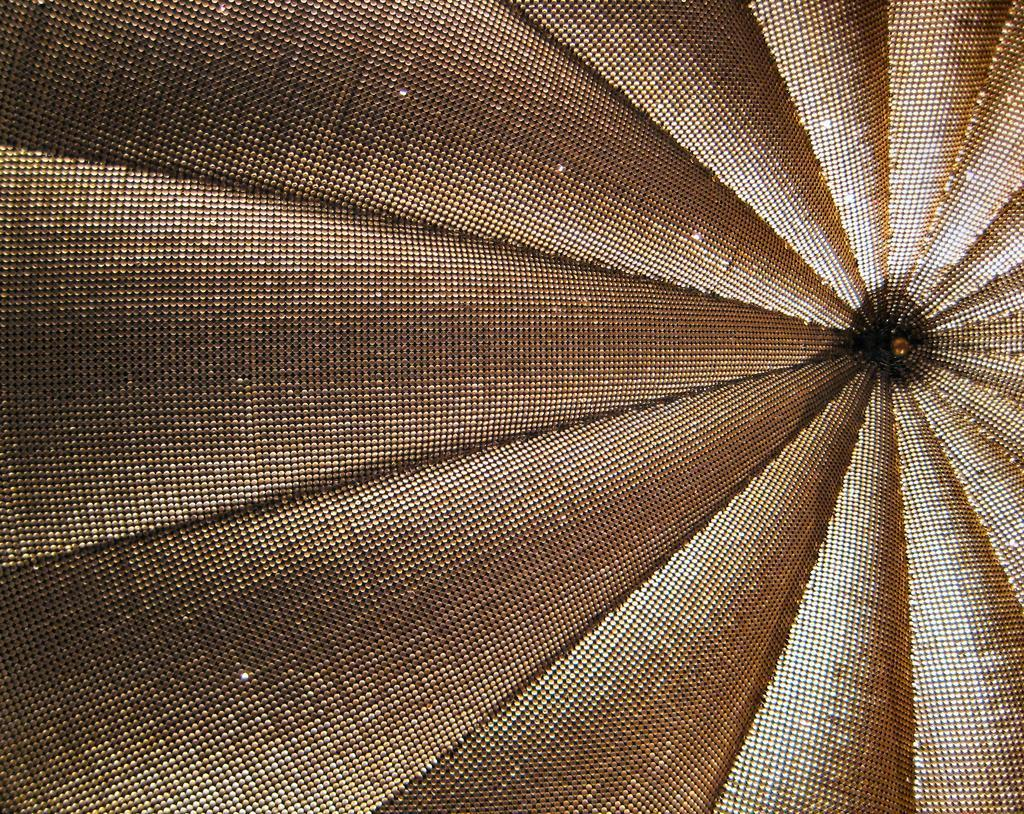
Plafonds de l'auditorium Beckman, aux propriétés acoustiques remarquables
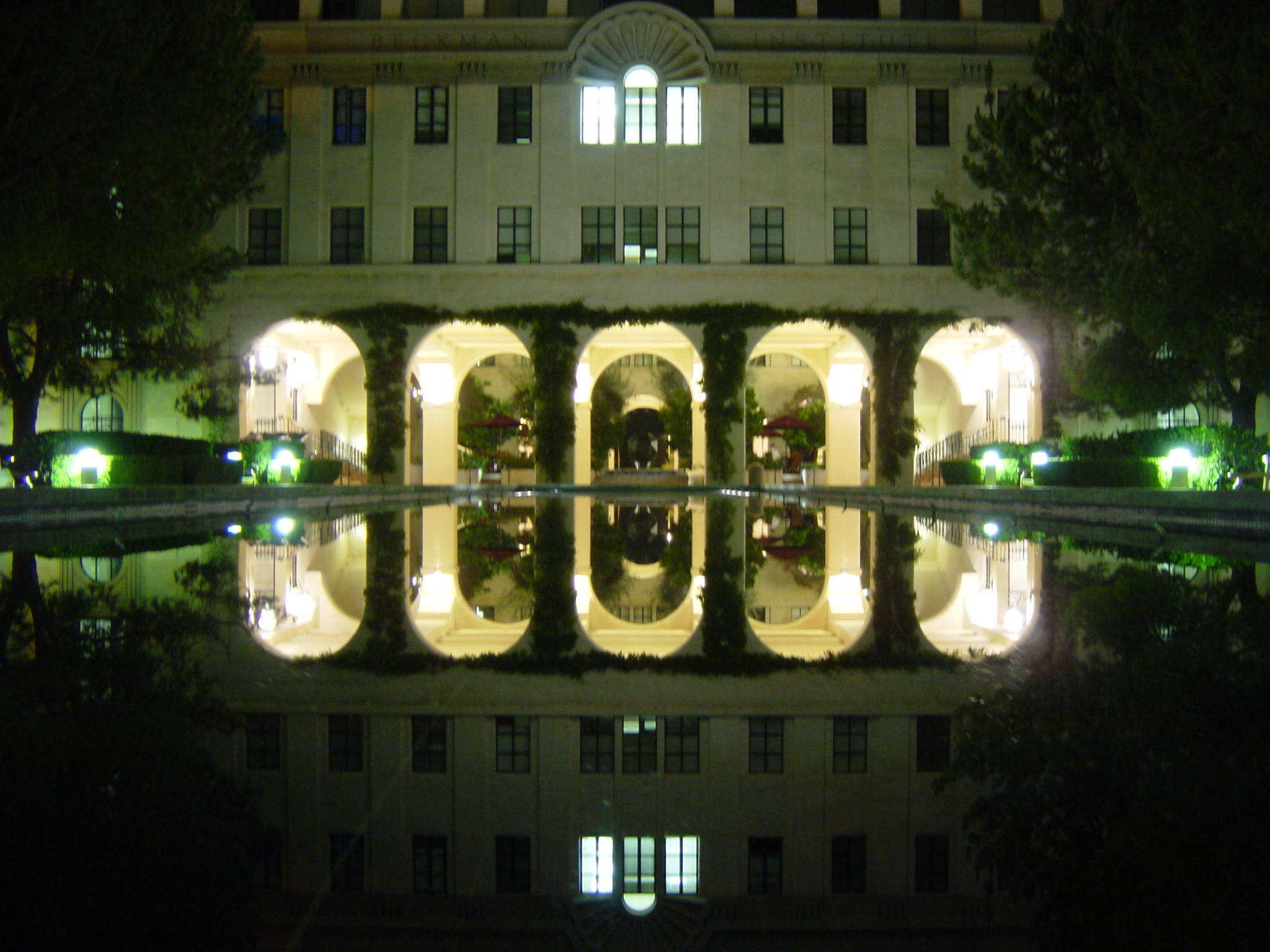
L’Institut Beckman du Caltech et son reflet dans les bassins.
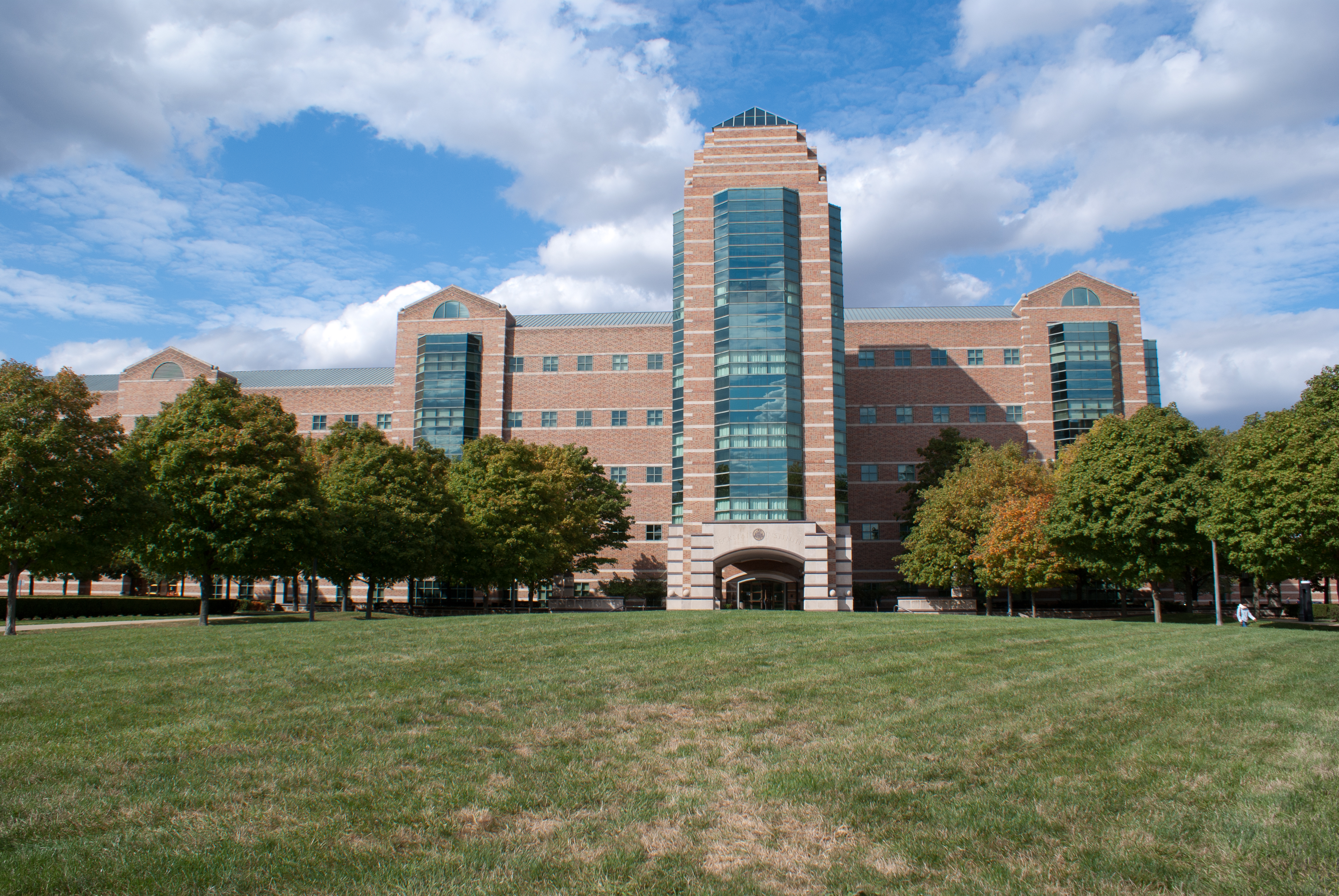
L’Institut Beckman de l’Université de l’Illinois à Urbana-Champaign
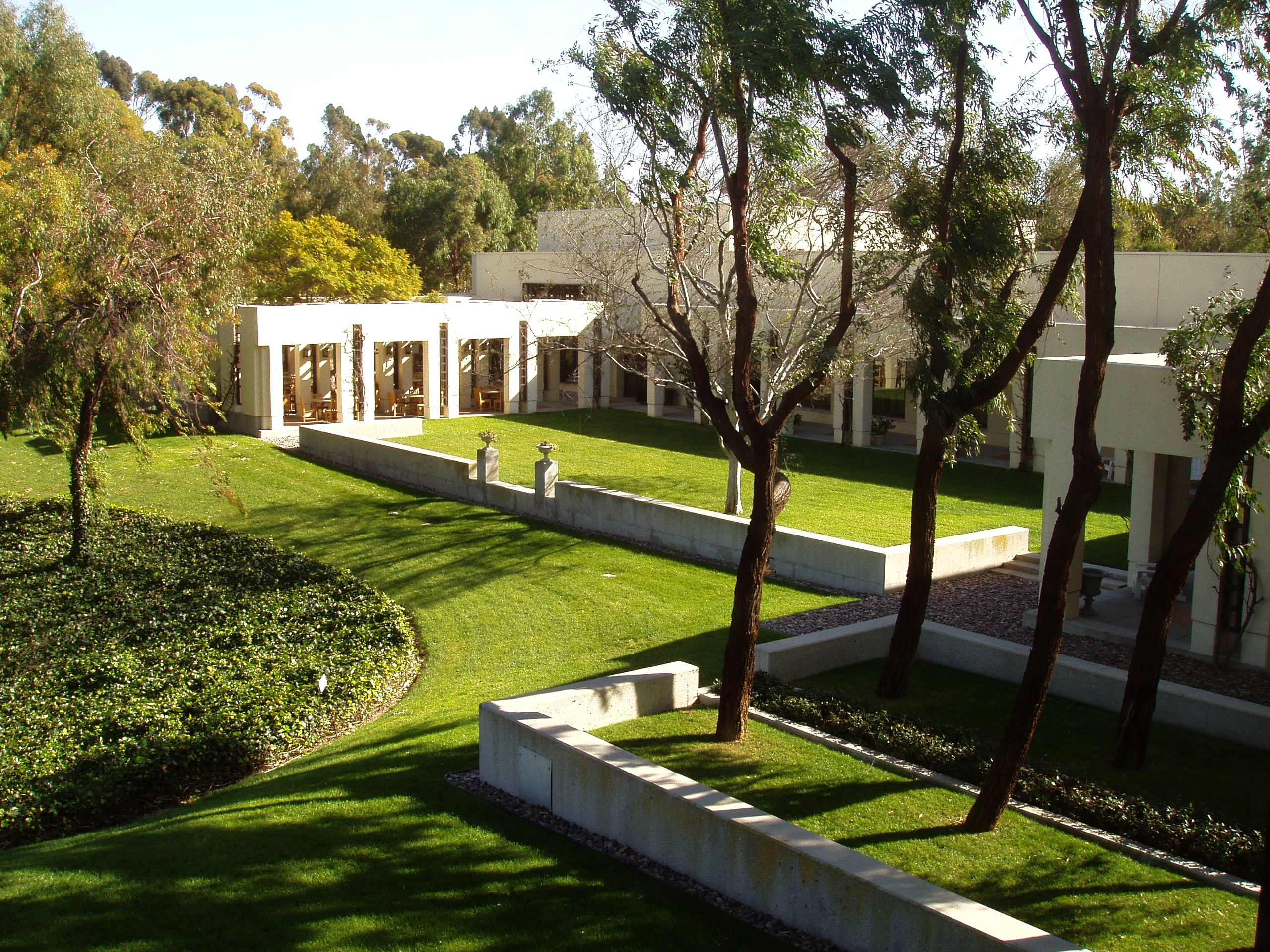
Le centre de conférences Beckman aux National Academies.

## Distinctions et récompenses
- National Medal of Technology (1988),
- National Medal of Science (1989)